# Suka Agung Timur
Suka Agung Timur is een bestuurslaag in het regentschap Tanggamus van de provincie Lampung, Indonesië. Suka Agung Timur telt 3566 inwoners (volkstelling 2010).